# بطباط أرضي
بطباط أرضي (الاسم العلمي:Polygonum terrestre) هو نوع من النباتات يتبع جنس البطباط من الفصيلة البطباطية.